# Novaki Petrovinski
Novaki Petrovinski su naseljeno mjesto u Republici Hrvatskoj u Zagrebačkoj županiji.
Na području mjesta djeluje Dobrovoljno vatrogasno društvo Novaki te nekoliko poslovnih subjekata.

## Zemljopis
Administrativno su u sastavu Jastrebarskog. Naselje se proteže na površini od 1,82 km².

## Stanovništvo
Prema popisu stanovništva iz 2001. godine Novaki Petrovinski broje 324 stanovnika koji žive u 95 kućanstava. Gustoća naseljenosti iznosi 178,02 st./km².
| broj stanovnika | 209   | 222   | 283   | 301   | 278   | 247   | 232   | 197   | 207   | 269   | 304   | 292   | 244   | 321   | 324   | 292   | 272   |
|                 | 1857. | 1869. | 1880. | 1890. | 1900. | 1910. | 1921. | 1931. | 1948. | 1953. | 1961. | 1971. | 1981. | 1991. | 2001. | 2011. | 2021. |

## Znamenitosti
- Crkva Srca Isusovog, zaštićeno kulturno dobro

## Vanjske poveznice
- Službene stranice  Arhivirana inačica izvorne stranice od 18. rujna 2020. (Wayback Machine)